# Dmitrij Aleničev
Dmitrij Anatoljevič Aleničev, rusky Дми́трий Анато́льевич Але́ничев (* 20. říjen 1972, Melioratorov) je bývalý ruský fotbalista. Nastupoval povětšinou na postu ofenzivního záložníka. V současnosti je trenérem v klubu Arsenal Tula.
Za ruskou reprezentaci hrál v letech 1996–2005 a odehrál 55 utkání, v nichž vstřelil 6 branek. Hrál na mistrovství světa 2002 a mistrovství Evropy roku 2004.
Největších úspěchů však dosáhl na klubové úrovni. S portugalským klubem FC Porto vyhrál Ligu mistrů 2003/04 a Pohár UEFA 2002/03 (dal gól ve finálovém zápase). Celkem odehrál v evropských pohárech 77 utkání a dal 15 gólů.
S Portem se stal dvakrát mistrem Portugalska (2002/03, 2003/04) a dvakrát získal portugalský pohár (2000/01, 2002/03). Se Spartakem Moskva má čtyři ruské tituly (1994, 1996, 1997, 1998) a dva ruské poháry (1993/94, 1997/98).
Dočkal se i individuálních ocenění, roku 1997 byl vyhlášen fotbalistou roku Ruska (v obou hlavních anketách, časopisu Futbol i Sport-Expressu).
Po skončení hráčské kariéry se stal fotbalovým trenérem.